# 莫斯尼菌科
莫斯尼菌科（学名：Mesnieraceae）为座囊菌纲格孢菌目的一科真菌。目的地位未定。

## 下级分类
本科包括以下属：
- Bondiella K.A.Pirozynski, 1972
- Helochora
- 莫斯尼菌属 Mesniera P.A.Saccardo & Sydow, 1902
- Stegasphaeria H.Sydow & P.Sydow, 1916